# オルトリングハウス
オルトリングハウス (ドイツ語:Ortlinghaus-Werke GmbH) は1898年に創業したドイツのノルトライン＝ヴェストファーレン州のヴェルメルスキルヒェに拠点を置くクラッチ、ブレーキの専業メーカーである。主にプレス機械用のクラッチ・ブレーキを製造しており現在では農耕車輌や舶用クラッチも製造している。

## 概要
ドイツ、スイス、中国に製造拠点を持ち、営業拠点としては日本を含め世界25ヵ国に代理店および子会社を持つ。なお日本国内における総代理店は株式会社トミタが担っている。
1898年の創業以来オルトリンハウス家による同族経営を行っており現在は4代目になる。また非上場企業である。
主な製品としてプレス機械など産業機械用・舶用・ウィンチ用・農業用車両用のクラッチおよびブレーキまたはコンビネーションユニットを製造している。プレス機械用クラッチ・ブレーキユニットは世界中で広く用いられ、日本企業を含めドイツ・アメリカ・フランス・イタリア・台湾・中国等の大手プレス機械メーカーでの採用実績がある。また舶用クラッチは欧州を中心に旅客船・軍艦・タグボート・フェリーに多く用いられている。

## 歴史
- 1898年: オットー・オルトリングハウス(Otto Ortlinghaus)がルール地方に位置するヴェルメルスキルヒェにOrtlinghausを創業。創業当時から動力伝達装置の開発・製造を行っておりプレス機械用クラッチ・ブレーキメーカーのベンチマークとなる。
- 1925年: スチールプレートの製造を開始。
- 1932年: 機械式多板クラッチおよびブレーキの汎用製品化を実現し機械部品として量産化に成功。
- 1936年: 油圧作動式多板クラッチおよびブレーキの製造を開始。
- 1950年: 電磁式多板クラッチおよびブレーキの製造を開始。
- 1953年: 焼結プレートを搭載したユニットを開発。
- 1973年: 油圧作動式多板クラッチ/ブレーキコンビネーションユニットの製造を開始。
- 1988年: 空圧式および油圧式コンビネーションユニット用回転継手(ロータリージョイント)を開発。
- 1993年: 油圧作動式多板クラッチ/ブレーキコンビネーションユニット用プログレッシブコントロールを開発。
- 2008年: サーボプレス機用ブレーキを開発。
- 2012年: 舶用クラッチ「COMPact」を開発。
- 2016年: 中国に一部製品の前工程用の製造拠点を構える。

## 組織
- ドイツ本社: Ortlinghaus-Werke GmbH
  - 住所: Kenkhauser Str. 125 ZIP:42929 Wermelskirchen
- 執行役員:
  - バスティアン・フランツコッホ博士 (Dr. Bastian Franzkoch)
  - ペーター・オルトリングハウス (Peter Ortlinghaus)
- 創業年: 1898年
- 従業員数: 約550人

## 拠点
- スイス: Ortlinghaus Gmbh Gams
  - 住所: Industriestrasse 4, ZIP 9473 Gams
- 上海: Ortlinghaus Drive Technology (Shanghai)Co., Ltd (中国語: 奥特林豪斯有限公司)
  - 住所: 上海市浦東新区富特東三路526号1号楼446室
- イギリス: Ortlinghaus (U.K.) Ltd.
  - 住所: Unit 19, Sugarbrook Road Aston Fields Industrial Estate Bromsgrove Worcs. B60 3DN
- フランス: ORTLINGHAUS France Transmissions SARL
  - Parc d’Activités Charles de Gaulles 10, Avenue Gustave Eiffel, 95190 Goussainville

- インド: Ortlinghaus Drive Technology India Pvt.Ltd
  - 住所: Office No. B-414, Ganga Osian (G.O.) Square Wakad Pune - ZIP 411057 India

- ブラジル: Ortlinghaus America Latina
  - 住所: Rua 21 De Abril 394 | Centro |

## 製品
- プレス機械用クラッチ/ブレーキ
  - 湿式油圧作動多板クラッチ/ブレーキユニット　シリーズ123 - 当シリーズはメーカーでは0123と0を先頭に付けて呼ばれている。同製品の特長は、まず湿式・油圧作動式である点が挙げられ、そしてクラッチ・ブレーキプレートの多板構造を採用していることだ。このことにより乾式単板構造のものと比べて大トルクに対応し高い熱負荷にも対応している。
  - 乾式スプリング作動油圧解除多板ブレーキ（サーボブレーキ）　シリーズ172
  - リニアモーションロック（ロッキングクラッチ）　シリーズ055
  - 乾式空圧作動単板クラッチ/ブレーキユニット　シリーズ406、420
  - Cee.go 湿式空圧作動多板クラッチ/ブレーキユニット　シリーズ480

- 舶用クラッチ
  - スリッピングクラッチ Prop.act/Compactシリーズ

- ウィンチ用ブレーキ

- 農業用車両用クラッチ
- その他周辺機器
  - オイル・インレット(英語: Oil inlet) シリーズ086、088